# Dichaetophora acutissima
Dichaetophora acutissima är en tvåvingeart som först beskrevs av Toyohi Okada 1956.  Dichaetophora acutissima ingår i släktet Dichaetophora och familjen daggflugor. Inga underarter finns listade i Catalogue of Life.